# Klein Berßen
Klein Berßen là một đô thị thuộc huyện Emsland, trong bang Niedersachsen, Đức. Đô thị này có diện tích 16,93 km².